# Philipsburg

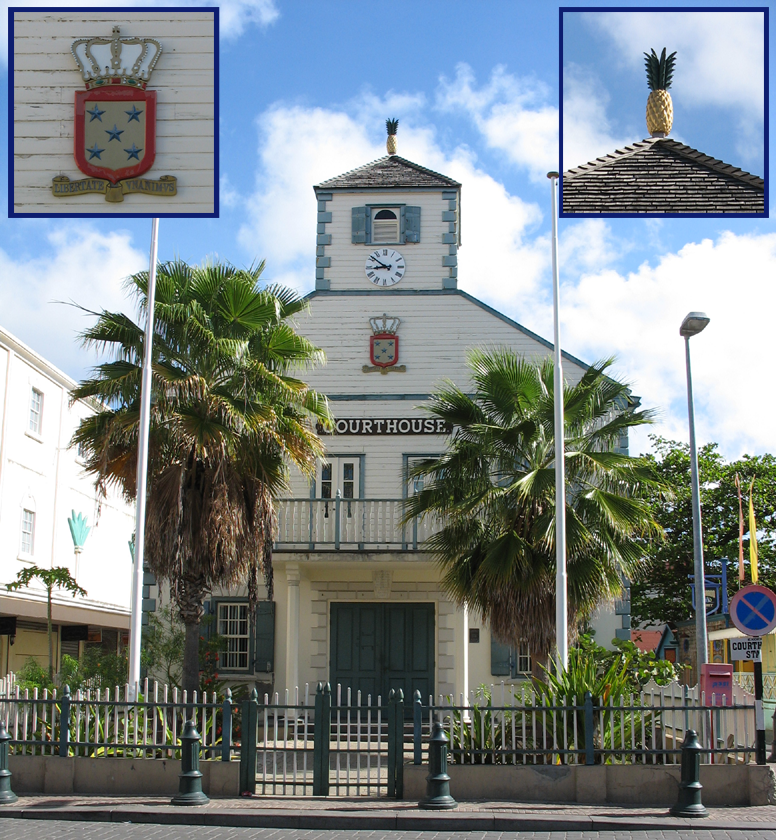
Centrala Philipsburg.

Philipsburg är huvudstaden i det autonoma landet Sint Maarten, som utgörs av Konungariket Nederländernas sydliga del av ön Saint Martin.

## Staden
Philipsburg är belägen på öns södra del på en smal landremsa mellan havet Groot Baai och en saltsjö Little Bay och har ca 1.300 invånare. De geografiska koordinaterna är 18°01′ N och 62°59′ V.
Staden kantas av esplanaden Voorstraat och Achterstraat. Centrum utgörs av området kring Wathey plein med historiska byggnader som Courthouse byggd 1793, Methodistkyrkan byggd 1851, Fort Willem byggd 1801 och Fort Amsterdam, byggd 1631 som utgör den första nederländska militärposteringen i Västindien.
Philipsburg har förutom förvaltningsbyggnader som Gouverneurshuis även ett universitet University of St. Martin, flera kasinon och en rad shoppingmöjligheter och staden är ett taxfree-område.
Sedan 1970-talet är turism en stor inkomstkälla för Philipsburg och många kryssningsfartyg lägger till i hamnen.
Flygplatsen heter Princess Juliana internationella flygplats (IATA-kod "SXM") belägen nära orten Maho.

## Historia
Ön upptäcktes 11 november 1493 av Christopher Columbus och området beboddes från början av Arawakindianer. Ön delades mellan Frankrike och Nederländerna den 23 mars 1648 men Philipsburg grundades först 1763.
Namnet härstammar från sin grundare den skotske sjökaptenen John Philips som tjänstgjorde i den nederländska flottan och blev guvernör här.